# Sakuragawa
Sakuragawa (桜川市, Sakuragawa-shi) est une ville située dans la préfecture d'Ibaraki, au Japon.

## Géographie

### Situation
Sakuragawa est située dans le centre-ouest de la préfecture d'Ibaraki, à la limite de la préfecture de Tochigi.

### Municipalités limitrophes
| Mooka    | Mashiko    | Motegi  |
| Chikusei | Sakuragawa | Kasama  |
| Chikusei | Tsukuba    | Ishioka |

### Démographie
En 2020, la ville de Sakuragawa avait une population estimée à 39 122 habitants répartis sur une superficie de 180,06 km2.

### Climat
Sakuragawa a un climat continental humide caractérisé par des étés chauds et des hivers frais avec de légères chutes de neige. La température moyenne annuelle à Sakuragawa est de 13,5 °C. La pluviométrie annuelle moyenne est de 1 355 mm, septembre étant le mois le plus humide. Les températures sont les plus élevées en moyenne en août, autour de 25,5 °C, et les plus basses en janvier, autour de 2,5 °C.

### Topographie
Le mont Kaba se trouve en partie sur le territoire de Sakuragawa.

## Histoire
La ville de Sakuragawa a été créée le 1er octobre 2005 de la fusion des bourgs d'Iwase, Makabe avec le village de Yamato.

## Transports
Sakuragawa est desservie par la ligne Mito de la compagnie JR East.